# На линии огня
«На линии огня» (англ. In the Line of Fire) — фильм 1993 года режиссёра Вольфганга Петерсена, выдвинутый в том же году на три номинации премии «Оскар». История бывшего телохранителя президента Кеннеди, которого спустя много лет начинает преследовать маньяк, собирающийся убить другого президента США. Первоначально Петерсен предложил роль Лири Роберту де Ниро, но у него уже был контракт в фильме «Бронкская история». Фоном фильма служат события выборов в США, 1992 год, часть массовых сцен взяты из реальных сцен президентской кампании Билла Клинтона.

## Сюжет
Пожилой агент Секретной службы США Хорриган вместе с молодым напарником Д’Андреа обезвреживают банду фальшивомонетчиков. Хорриган проверяет вызов хозяйки дома, которая зайдя в комнату к постояльцу обнаружила подозрительную сборку вырезок. Проверка выявляет, что постоялец жил под личиной давно умершего человека. Жилец замечает Хорригана в своей квартире и звонит ему, объявив что намерен убить президента США. Он знает что тридцать лет назад Хорриган не сумел защитить президента Кеннеди. Агенты выясняют, что звонивший — профессионал: он ловко подключается к чужим линиям и хорошо маскируется. При одном из обысков они сталкиваются с агентами ЦРУ, и их начальник раскрывает личность психопата — это их бывший коллега Митч Лири, попавший под сокращение. Его специальностью было устранение людей.
Хорриган переводится в личную охрану президента США, который разъезжает по всей стране, ведя предвыборную кампанию. На одной из встреч Лири, протыкая булавкой надувные шары, провоцирует Хорригана поднять ложную тревогу. Президент попадает в нелепое положение, и шеф протокола требует убрать Хорригана из команды. Лири через банк делает фиктивный взнос на президентскую кампанию и получает приглашение на торжественный обед с президентом. Проколовшись на легенде о месте своего рождения, психопат безжалостно убивает сотрудницу банка, помогавшую ему оформить взнос, и её подругу. Он изготавливает двухзарядный пистолет из композитного материала и испытывает его, расстреливая модель корабля и прибежавших на выстрелы двух охотников.
Полиция отслеживает звонок Лири, и, преследуя маньяка, Хорриган едва не погибает, свалившись с крыши. Митч спасает ему жизнь, перебросив агента на балкон ниже и метким выстрелом скашивает подбежавшего д’Андреа. Хорригана убирают из команды.
Исследуя улику из квартиры бежавшего маньяка — листок с фамилией контакта в Лос-Анджелесе, Хорриган неожиданно обнаруживает, что фамилия контакта — это номер телефона банка, записанный буквами на соответствующих кнопках телефона, а инициалы контакта — сокращённое название банка. Сравнивая списки приглашённых гостей и недавних жертвователей-клиентов банка, он обнаруживает имя и фамилию, под которыми скрывается Лири.
Тем временем маньяк, минуя металлоискатель, попадает в здание отеля, где должен проходить обед, и под скатертью собирает свой пистолет. Хорриган врывается в зал и в последний момент успевает прикрыть собой президента от выстрела. Личная охрана спешно эвакуирует президента из здания, а преступник берёт в заложники Хорригана и заводит его во внешний лифт. Используя радиосвязь, Хорриган во время общения с маньяком иносказательно даёт целеуказание снайперам. Раненый Лири выпадает из лифта, а затем, отвергая помощь и не желая сдаваться, разжимает руки и падает вниз.
Вернувшись домой, Хорриган на автоответчике обнаруживает запись, сделанную Лири до покушения на президента.

## В ролях
- Клинт Иствуд — агент Фрэнк Хорриган
- Джон Малкович — Митч Лири
- Рене Руссо — агент Лилли Рэйнз
- Дилан Макдермотт — агент Ал д’Андреа
- Гэри Коул — старший агент Билл Уоттс
- Джон Махони — агент Сэм Кампанья
- Фред Томпсон — глава аппарата Белого дома Харри Сарджент
- Джим Керли — президент США
- Тобин Белл — Мендоса, глава шайки

## Визуальные эффекты

### Сони Пикчер Имэйджворкс
- Супервайзер визуальных эффектов Джон Нельсон
- Продюсер визуальных эффектов Джордж Меркерт
- Главный аниматор/Программное обеспечение Марк Ласофф
- Ст. аниматор/Программное обеспечение Билл Шульц
- Ст. аниматор Джером Чен
- Аниматоры Марк Сорелл, Скотт Килбёрн, Рон Бринкмэнн, Дэвид Дуглас

### Р/Гринберг Ассоциэйтс Уэст Инк.
- Продюсеры визуальных эффектов Роберт М. Гринберг, Нэнси Бернстайн
- Редакторы диджитал-видео Пол Агид, Кёртис Скотт
- Супервайзер диджиитал-фильма Чип Хотон
- Дополнительная оптика и диджитал-композ Джефф Матакович

### Кинесит Инк.
- Супервайзер визуальных эффектов Бруно Джордж
- Диджитал-координатор Мишель С. Валлилло
- Дизайн композа Брэд Кюн, Дэйв Брэйн

## Критика
Фильм имел значительный финансовый успех, всемирные сборы составили 176 997 168 $ (102 314 823 $ в Северной Америке и 74 682 345 $ в других странах), бюджет фильма был 40 000 000 $.
Роджер Эберт дал фильму три с половиной звезды из четырех, написав: «Большинство триллеров в наши дни посвящены трюкам и действиям. В фильме „На линии огня“ есть разум».
Винсент Кэнби из Нью-Йорк Таймс писал: «Это создание фильмов высокого, плавного, коммерческого порядка, которым Голливуд гордится, но достигает с исключительной редкостью».

## Награды и номинации
- 1994 — 3 номинации на премию «Оскар»: лучшая мужская роль второго плана, лучший оригинальный сценарий и лучший монтаж
- 1994 — номинация на премию «Золотой глобус» за лучшую мужскую роль второго плана
- 1994 — три номинации на премию BAFTA: лучшая мужская роль второго плана, лучший оригинальный сценарий и лучший монтаж (Энн В. Коутс)
- 1994 — номинация на премию Гильдии сценаристов США за лучший оригинальный сценарий